# أدريان توما
أدريان توما (بالرومانية: Adrian Toma)‏ (5 يناير 1976 بفوكشاني في رومانيا - ) هو لاعب كرة قدم روماني في مركز الدفاع. لعب مع نادي أوتسيلول غالاتسي وCSM Focșani (football) ‏ وبوليتنيكا ياشي.

## وصلات خارجية
- أدريان توما على موقع قاعدة بيانات كرة القدم.إي يو (الإنجليزية)